# フランスギク属
フランスギク属（仏蘭西菊属、学名：Leucanthemum）は、キク科の属の1つである。

## 特徴
ヨーロッパ、北アフリカからアジアにかけての温帯地方に70種ほどが分布している。日本ではフランスギク L. vulgare が帰化植物として道端に咲いている。
耐寒性または半耐寒性の一年草または多年草であるが、高温多湿に弱いものもある。草丈20cmから1mくらいで、葉は互生し、鋸歯または羽状の切れ込みがある。花は茎頂に単生するものと、円錐花序を造り、小さな花を多数つけるものがある。属名は、かつてのフランスギクの学名 Chrysanthemum leucanthemum の、種小名を「格上げ」したもので、「白い花」の意味である。花の基本色は白であるが、園芸種には黄色やピンクなどのものもある。

## 栽培種
英名をox-eye daisyとよぶフランスギクは、暑さに弱いためか日本ではほとんど栽培されていないが、改良種のマーガレットは、伊豆半島などを中心に温室栽培され、切り花として多く出荷されている。カンシロギク（クリサンセマム・パルドーサム） L. paludosum や交配種のシャスタ・デイジー L. x superbum は、家庭用の花壇用草花として普及している。
北海道ではフランスギクが指定外来種として規制されている。